# مارکوشتسه
مارکوشتسه (به لهستانی: Markosice) یک روستا در لهستان است که در گمینا گوبین واقع شده‌است.